# 에이간
에이간(일본어: 永観)은 일본의 연호 중 하나이다.
- 전후 : 덴겐(天元) 이후 - 간나(寛和) 이전
- 시기 : 983년 ~ 984년
- 천황 : 엔유 천황, 가잔 천황

## 개원(改元)
- 덴겐 6년 4월 15일(율리우스력 983년 5월 29일)에 개원하여
- 에이간 3년 4월 27일(율리우스력 985년 5월 19일) 간나로 개원되었다.

## 출전
『서경』의 「王唏殷乃承敍万年, 其永關朕子, 懷德」에서 출전하였다.

## 에이간 시기에 일어난 일
- 2년
  - 엔유 천황이 양위하여 가잔 천황이 즉위하였다.

## 서력과의 대조표
| 에이간      | 원년       | 2년        | 3년        |
| ----------- | ---------- | ---------- | ---------- |
| 서기 (西紀) | 983년      | 984년      | 985년      |
| 간지 (干支) | 계미(癸未) | 갑신(甲申) | 을유(乙酉) |

## 같이 보기
- 일본의 연호 일람

| 이전 덴겐 | 일본의 연호 983년 ~ 984년 | 다음 간나 |